# A Certain Ratio
A Certain Ratio is een dansbare postpunkband uit het begin van de jaren 80. Ze stonden onder contract bij Factory Records van Tony Wilson. Bekende nummers zijn The Choir en Shack Up, een cover van de funk-klassieker van Banbarra. In 1982 maakten ze als Sir Horatio de obscure 12-inch Abracadabra. Later werden veel bekende Punkfunk bands door hen geïnspireerd. Voorbeelden zijn LCD Soundsystem, Quit Your Dayjob! en Maxïmo Park.

## Bandleden
- Simon Topping (zang/trompet)
- Jeremy Kerr (bass)
- Martin Moscrop (gitaar/trompet)
- Peter Terel (gitaar/electronics/loops)
- Donald Johnson (drums)
- Martha Tilson (zang, verliet de band in 1982)

Manager:
- Tony Wilson (Factory Records)

## Discografie

### Albums
- 1980   The Graveyard and The Ballroom
- 1981   To Each...
- 1982   Sextet
- 1982   I'd Like to See You Again
- 1986   Force
- 1987   Live in America
- 1989   Good Together
- 1990   acr:mcr
- 1992   Up in Downsville
- 1997   Change the Station
- 2004   The Graveyard and The Ballroom [Expanded and Remastered]
- 2005   Live in Groningen
- 2005   I'd Like to See You Again [Expanded and Remastered]
- 2008   Mind Made Up

### Ep's
- 1980   Blown Away
- 1981   Do the Du
- 1981   The Double 12"

### Singles
- 1979   All Night Party / The Thin Boys
- 1980   Shack Up
- 1980   Flight
- 1981   Waterline / Funaezekea
- 1982   Guess Who? [Parts I & II]
- 1982   Knife Slits Water / Tumba Rumba
- 1983   I Need Someone Tonight / Don't You Worry 'bout a Thing
- 1984   Life's a Scream [12"]
- 1984   Life's a Scream [7"]
- 1984   Brazilia
- 1985   Wild Party
- 1986   Micky Way the Candy Bar
- 1987   Bootsy
- 1989   Backs To The Wall
- 1989   The Big E
- 1990   Four For The Floor
- 1990   Won't Stop Loving You
- 1991   Loosen Up Your Mind/The Planet
- 1991   27 Forever
- 1992   Mello (M-People Mixes)
- 1996   Soundstation Volume 1

### Compilaties
- 1986   The Old and The New
- 1994   Looking for A Certain Ratio...
- 1994   Sampler
- 2002   Early

### Bekendste nummers
- Shack Up
- The Choir
- Wild Party